# تيم برايس
تيم برايس (بالإنجليزية: Tim Price)‏ هو فارس ‏ نيوزلندي، ولد في 3 أبريل 1979.

## وصلات خارجية
- تيم برايس على موقع الاتحاد الدولي للفروسية (الإنجليزية)
- تيم برايس على موقع FEI (رابط بديل) (الإنجليزية)
- تيم برايس على موقع اللجنة الأولمبية الدولية (الإنجليزية)
- تيم برايس على موقع أوليمبيديا (الإنجليزية)
- تيم برايس على موقع اللجنة الأولمبية النيوزيلندية (الإنجليزية)